# 459년

## 연호
- 유송(劉宋) 대명(大明) 3년
- 북위(北魏) 태안(太安) 5년

## 기년
- 유송(劉宋) 효무제(孝武帝) 6년
- 북위(北魏) 문성제(文成帝) 8년
- 신라(新羅) 자비 마립간(慈悲麻立干) 2년
- 고구려(高句麗) 장수왕(長壽王) 47년
- 백제(百濟) 개로왕(盖鹵王) 5년